# Beast Boy
Beast Boy ou Changelin est un personnage de fiction, super-héros appartenant à l'univers de DC Comics. Il est connu principalement comme membre des Teen Titans. Créé par le scénariste Arnold Drake et l'artiste Bob Brown, il apparaît pour la première fois dans The Doom Patrol no 99 (novembre 1965).

## Biographie du personnage
Lorsqu'il était enfant, Garfield souffrit d'une maladie rare appelée Sakutia et fut soigné par du plasma sanguin extrait d'un singe vert. Ce sérum a eu un effet inattendu et a donné à Garfield son aspect vert et sa capacité à se transformer en n'importe quel animal. 
Avant de devenir un Titan ou un membre de la Doom Patrol, Garfield fut confié à Nicholas Galtry, l'avocat garant des biens immobiliers de ses parents. Cependant, alors que le jeune Logan Grove se trouvait en Afrique, Galtry détourna les fonds de l'héritage de Gar. Galtry essaya par la suite de faire éliminer Garfield afin de garder toute sa fortune. 
Connu en tant que Beast Boy, il fut adopté par Elasti-Girl et Mento de la Doom Patrol. Il rejoint plus tard les membres des Titans de la Côte Ouest, et fut un membre des New Teen Titans réunis par Raven. À cette époque il prit le nom de Changelin. Il se lia d'amitié avec Cyborg.
Il réutilisa par la suite le nom de Beast Boy, et eut droit à sa propre mini série. À la suite de l'échec de sa tentative pour recréer une équipe de "Titans West", il réintégra l'équipe principale. 
Bien qu'étant un personnage comique, Beast Boy utilise son humour pour cacher sa peine intérieure. Beast Boy a connu beaucoup de coups durs dans sa vie - ses véritables parents sont morts, sa mère adoptive fut tuée et son père adoptif est devenu fou. Garfield tomba amoureux de Terra, une jeune fille aux pouvoirs géokinétiques. Cependant, cette dernière était une espionne à la solde de Deathstroke et trouva la mort après avoir trahis les Titans. Malgré tout cela, Garfield est un personnage qui a su garder un moral intact.

## Pouvoirs
Beast Boy peut se changer en n'importe quel animal qu'il a vu sur une image ou en réel. Il peut même se changer en des animaux normalement disparus, tels que les dinosaures, ou radicalement différents des humains, comme les serpents, les insectes ou même les microbes. Les transformations ne prennent que quelques secondes à se faire, demeurent aussi longtemps qu'il le désire et ne causent aucun dégât à ses vêtements, qui se volatilisent, puis réapparaissent lorsqu'il reprend sa forme humaine. Une fois sous la forme de l'animal, il acquiert toutes les capacités de l'animal, tel que le vol pour les oiseaux, la force pour le tyrannosaure, l'odorat pour un chien, etc. Le seul détail permettant de le reconnaître sous toutes ses formes est sa peau, qui demeure toujours verte.
Quelle que soit la forme qu'il prend, il conserve son intellect.

## Publication
- Beast Boy, no 1 à 4, 2000[2]

## Apparition dans d'autres médias

### Séries animées

#### Teen Titans: Les Jeunes Titans
Dans la série animée Teen Titans : Les Jeunes Titans, Beast Boy/Changelin apparaît parmi les cinq personnages principaux, aux côtés de Robin, Starfire, Cyborg et Raven. Comme les autres personnages, il apparaît plus jeune que dans le comic, mais sinon assez fidèle à celui-ci. À noter qu'il conserve son nom de "Beast Boy" dans la VO, alors que la VF lui donne le nom de "Changelin".
Dans cette version, Beast Boy conserve donc son caractère comique, et, à ce titre, il est le moins sérieux et le moins mature du groupe, faisant souvent des plaisanteries dont lui seul rit. Il possède des centres d'intérêt qui amènent à se poser des questions sur son intellect, mais une observation attentive, notamment dans la saison 5 permet de voir qu'il est beaucoup plus intelligent qu'il ne le laisse paraitre. Il possède aussi le même pouvoir, ce dont il se sert à tout bout de champ pour faire des plaisanteries. Il n'est pas sans agacer certains par ses blagues, notamment Raven, qui s'en offusque parfois. De plus, il n'a absolument (ou presque) aucune assurance, et se montre facilement gêné ou pris au dépourvu. Il est un proche ami de Cyborg, avec qui il partage une passion pour les jeux vidéo. Comme dans le comic, c'est un végétarien convaincu : dans La Bête Interne, il est dégoûté d'apprendre qu'il a mangé de la viande, même inconsciemment. 
Concernant ses facultés, Changelin peut toujours se changer en n'importe quel animal. En fait, aucune limite ne semble exister pour lui. Contrairement à la version du comic, il ne peut parler que sous forme humaine, mais s'il se change en animal marin, il peut dialoguer télépathiquement avec Aqualad. De plus, il a montré à une occasion qu'il pouvait communiquer avec les animaux dont il prend la forme. Dans l'épisode La Bête interieure, Changelin acquiert, à la suite d'un contact avec un produit chimique, la capacité de se changer en une sorte de loup-garou extrêmement féroce et très puissant. Il déteste cette forme, et ne la reprend par la suite qu'à une seule occasion dans La Fin du monde, part 1 afin d'empêcher Deathstroke et les démons de prendre Raven pour la prophétie destinée à amener Trigon. Il révèle aussi pouvoir se transformer en yéti Dans l'épisode X, en monstre alien dans l'épisode Fiançailles et en bactérie dans l'épisode Virus.
Dans Trident des Abysses, Changelin entre en conflit avec Aqualad, estimant que ce dernier lui fait de l'ombre et cherche en permanence à se montrer mieux que lui. Cependant, ils se réconcilient à la fin de l'épisode, et, dans les épisodes suivants, ils sont des amis proches et font souvent équipe, étant les seuls à pouvoirs nager sans aucun équipement. 
L'ancienne appartenance de Changelin à la Doom Patrol est montrée dès le début, puisqu'il en porte l'uniforme. Elle se confirme dans la saison 5 de la série, qui démarre avec un flashback de l'époque où il en faisait partie. Les autres Titans apprennent à l'occasion son ancienne affiliation, dont il ne leur avait jamais parlé. En réalité, lors d'une mission précédente, Changelin avait refusé d'obéir aux ordres de son chef, qui lui sommait de détruire le générateur du Cerveau plutôt que de sauver ses amis. Changelin avait choisi de plutôt sauver ses compagnons, et, bien que le générateur ait été stoppé, le Cerveau et son complice, Monsieur Mallah, s'étaient échappés. Le capitaine de la Doom Patrol ayant affirmé à Changelin qu'il "ne ferait pas partie de l'équipe tant qu'il refuserait de suivre les ordres", Changelin avait alors séparé un temps du groupe, puis rejoint les Teen Titans. Comme tous les personnages, son identité n'est pas donnée directement, mais ses amis de la Doom Patrol l'appellent parfois Garfield.
Durant la saison 2, il développe des sentiments pour Terra, la nouvelle recrue de l'équipe, qui ne semble pas insensible à ses avances. Mais lorsqu'elle avouera travailler pour le compte Deathstroke, Changelin la rejettera. Il sera très touché par son décès.

#### La Ligue des Justiciers: Nouvelle Génération
Dans la saison 1 de Young Justice, Garfield Logan vit avec sa mère Marie Logan dans une réserve animale, à la frontière du Qurac et de Bialya. Il rencontre l'Équipe alors qu'il les sauve d'un groupe de soldats Byaliens et sympathise rapidement avec eux. Il remarque également que Miss Martian reprend les traits de sa mère à l'époque où elle jouait dans une sitcom du nom de Hello Megan!.
Dans la soirée, il est gravement blessé par une explosion engendré par les soldats et est entre la vie et la mort. Il est toutefois sauvé grâce à un don de sang de Miss Martian, ce qui va également altérer ses gènes lui donnant ses pouvoirs de métamorphe.
Dans la saison 2, il rejoint l'équipe sous le nom de Beast Boy et poursuit la tradition de ramener des souvenirs au Mont Justice, ce qui cessera après la destruction du QG par Aqualad, qui a rejoint la Lumière. Il tente également de réconcilier Miss Martian, qu'il voit à présent comme une grande sœur, avec Superboy.
Dans la saison 3, il a quitté l'équipe pour travailler dans le milieu de la télévision. Il est engagé par la société Goode World, dirigée par Gretchen Goode, et devient la star de la série Space Trek 3016, il utilise également sa notoriété pour passer des messages d'intérêt public sur les méta-humains. Après avoir été victime des Goode Googles et avoir sauvé une jeune femme dans la rue, il décide de revenir dans l'Équipe. Il propose par ailleurs de créer une version publique de l'Équipe qui ne dépendra pas des Nations Unies, qui musellent la Ligue, et ramener l'opinion public du côté des super-héros. Kaldur accepte et la nouvelle équipe, les Outsiders, se forme.
Dans la saison 4, Beast Boy dirige toujours les Outsiders, ce qui le stresse énormément mais tente de le cacher. Il est invité au mariage de Miss Martian et Superboy ce qu'il accepte avec joie. Toutefois, le mariage est interrompu par Ma'alefa'ak et Superboy est déclaré mort après l'explosion d'une bombe ce qui bouleverse Beast Boy. Cet évènement fit entrer Beast Boy dans une phase dépressive, il prend des médicaments et repousse violemment quiconque essaye de l'aider, y compris sa petite amie Perdita Vladek. Finalement, grâce à une thérapie de Black Canary, il finit par admettre qu'il a besoin d'aide et commence plusieurs séances. À la fin de la série, il a adopté un chien pour le soutien émotionnel et a commencé à se reconstruire, il fut également heureux d'apprendre que Superboy est toujours en vie.

#### DCAMU
Il apparaît dans le DC Animated Movie Universe (DCAMU, un univers de films d'animation liés les uns aux autres) comme un membre fondateur des Teen Titans. 
Il apparaît dans le film La Ligue des justiciers vs. les Teen Titans, ainsi que dans la suite, Teen Titans: The Judas Contract, où il entame une relation amoureuse avec Terra, sans se douter de la nature d'espionne de cette dernière.
Il fait un caméo dans Justice League Dark: Apokolips War, où il meurt, tué par les troupes de Darkseid.

### Série live
Beast Boy est un des personnages principaux de la série Titans, joué par Ryan Potter.